# باشگاه ورزشی ناسیونال
باشگاه ورزشی ناسیونال (به پرتغالی: C.D. Nacional) که با نام ناسیونال مادیرا نیز شناخته می‌شود یک باشگاه فوتبال در شهر فونشال جزایر مادیرا در پرتغال است که در لیگ برتر پرتغال بازی می‌کند. کریستیانو رونالدو ستاره پرتغالی فوتبال جهان سال‌ها پیش در رده جوانان این باشگاه بازی می‌کرد.
این باشگاه در سال ۱۹۱۰ تأسیس شده‌است.